# Lacul Văliug
Văliug este un lac de acumulare amenajat pe Bârzava. Este încadrat de lacurile de acumulare Gozna (66,2 ha), aflat în amonte, și Secu (105,67 ha), aflat în aval.

## Date hidrotehnice
Barajul de greutate în arc a fost construit în anul 1909, pe râul Bârzava, pentru producerea energiei electrice și pentru alimentare cu apă. Barajul are 27 de metri înălțime, coronamentul are lungimea de peste 90 de metri și lățimea de trei metri. Barajul dispune de un descărcător de ape mari, cu debitul maxim de 79 mc/s. Lacul de acumulare are o suprafață de 12.6 hectare, o adâncime maximă de 25 de metri și un volum de 1.130.000 mc.
Lacul Văliug este și o destinație turistică, fiind amenajat pentru activități de relaxare: plajă scăldat, plimbări cu barca sau alte sporturi acvatice.

## Imagini

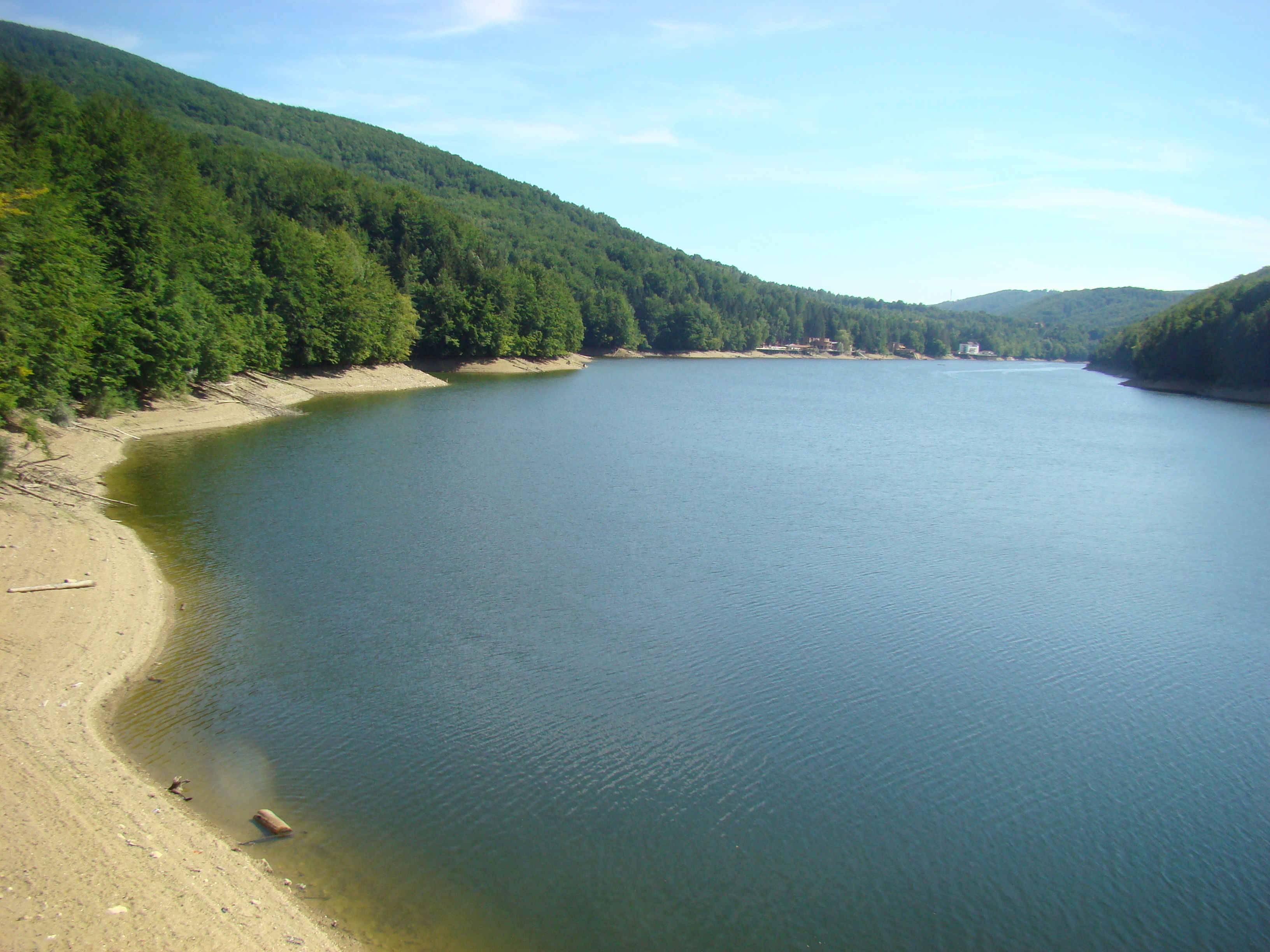
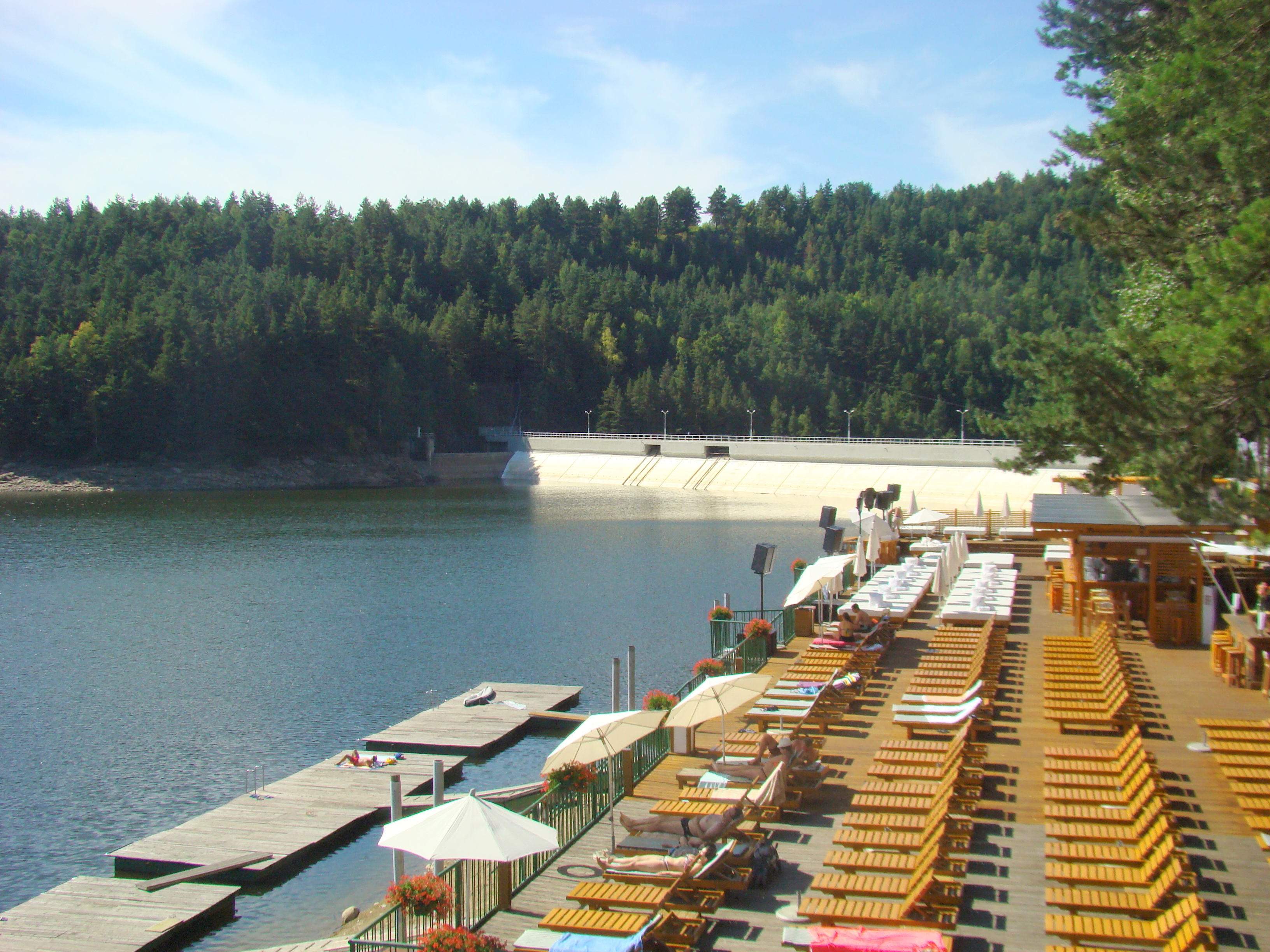
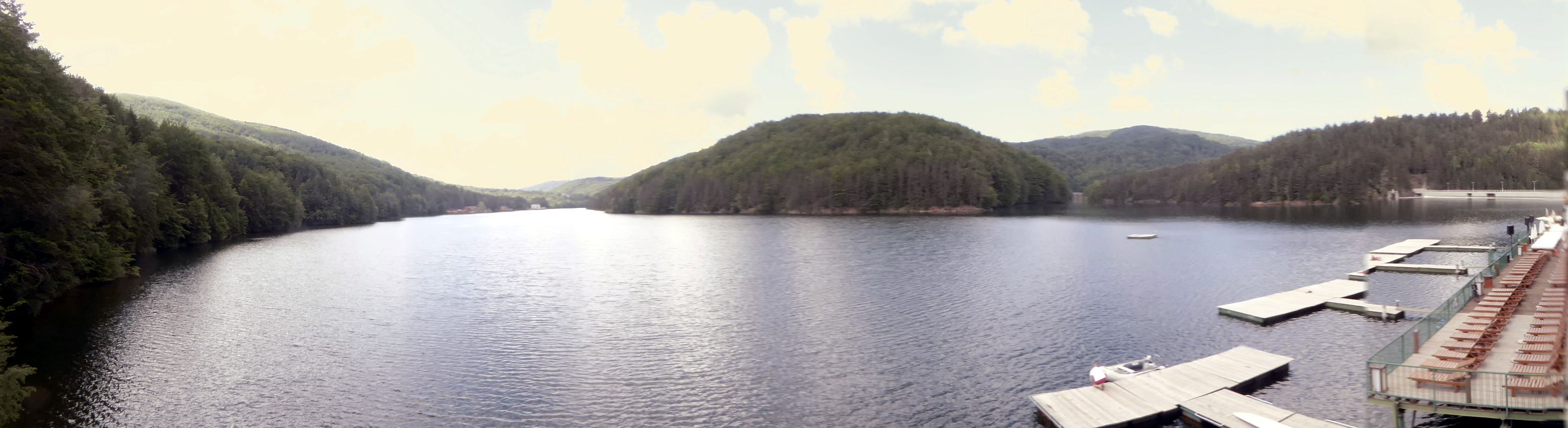
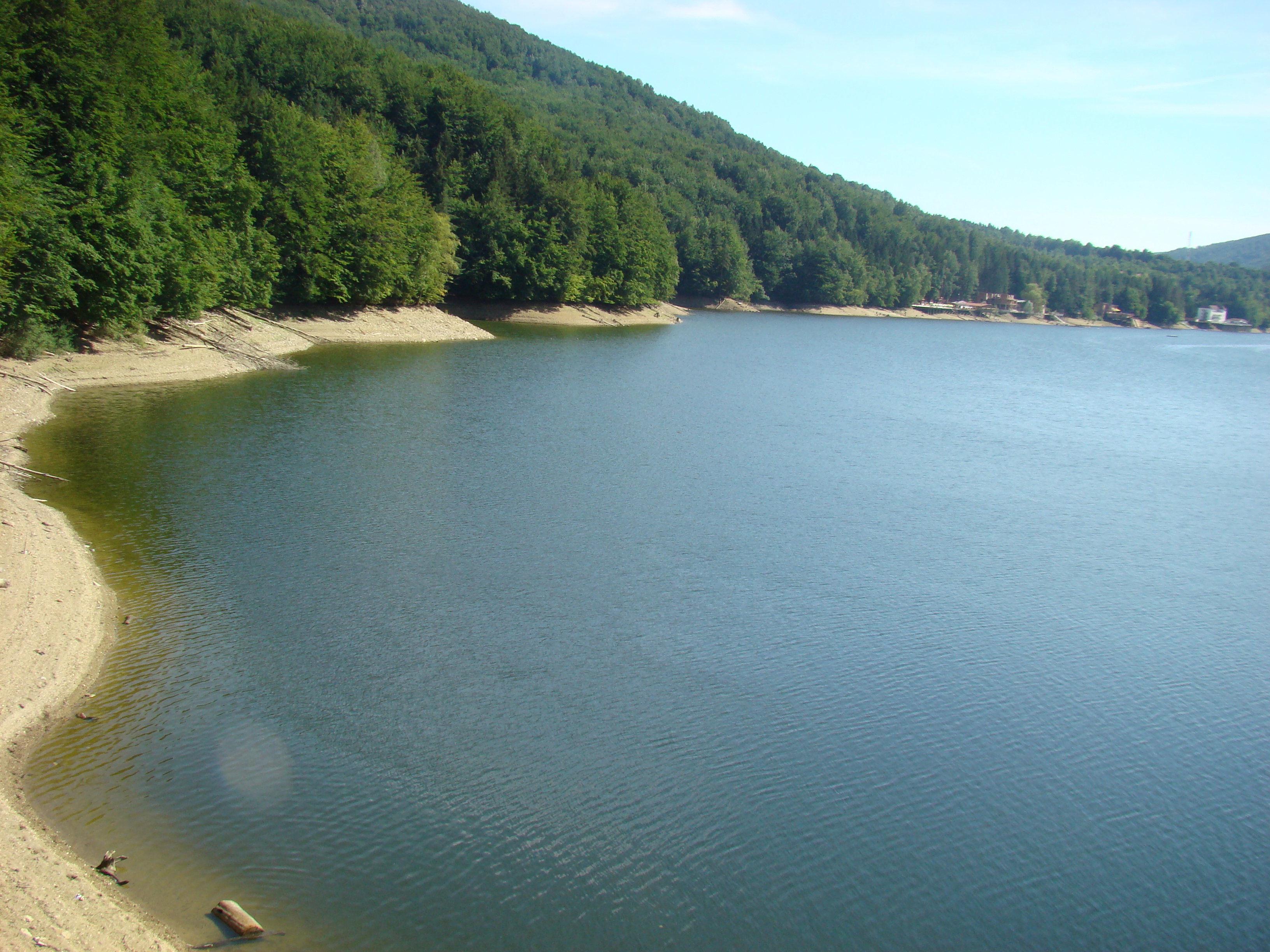
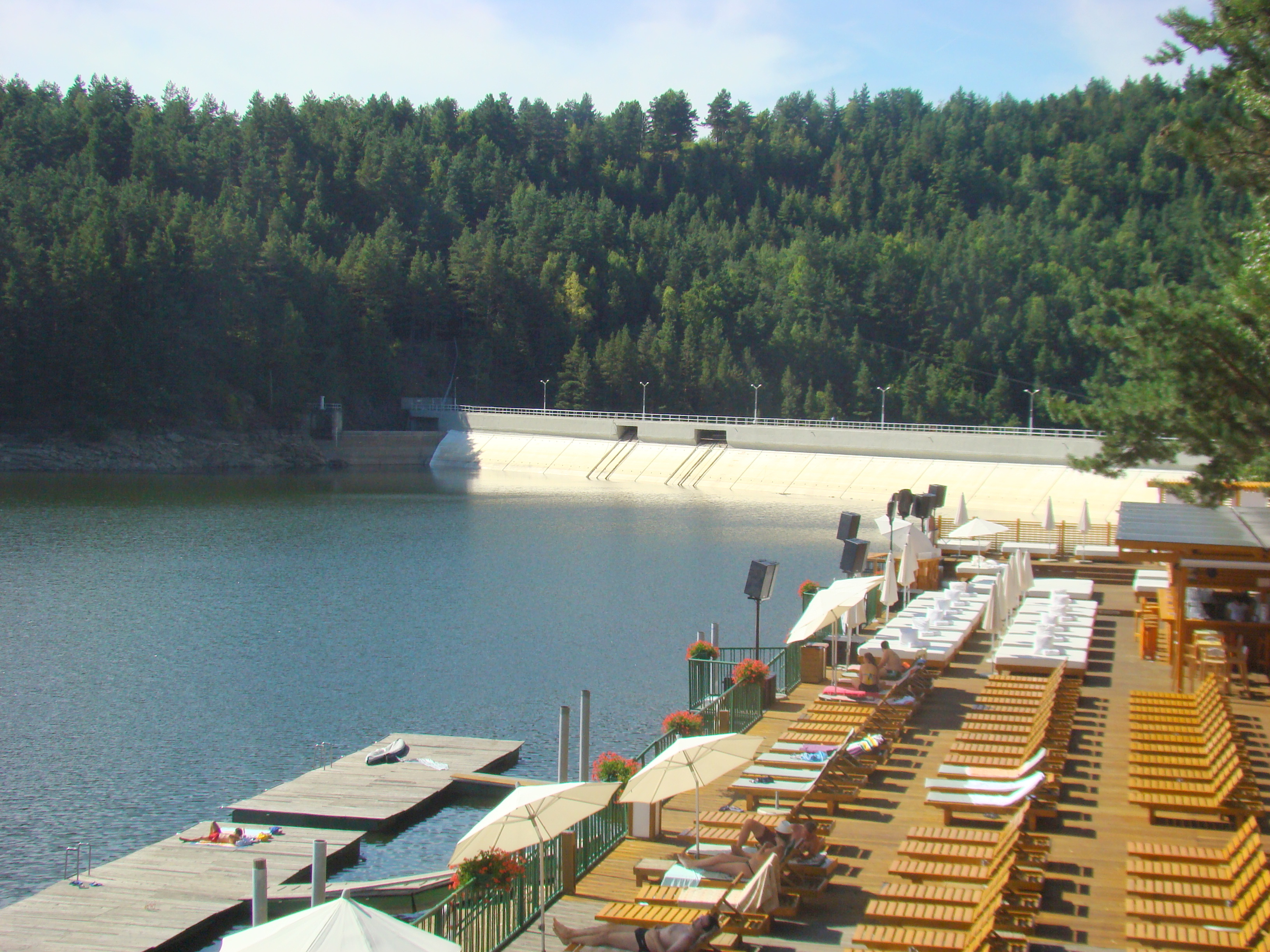
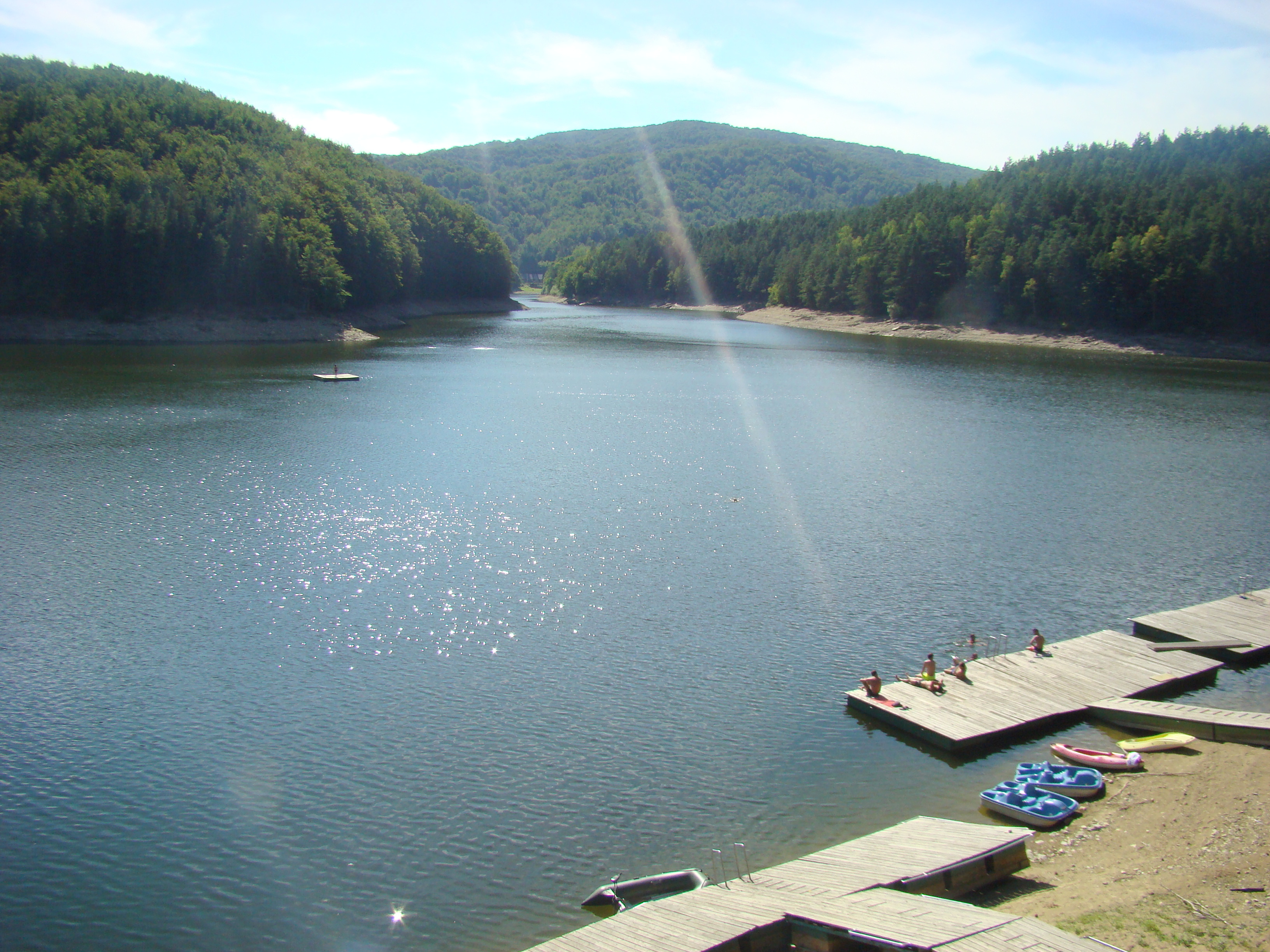

## Legături externe
- Lacul înconjurat de munți de la Văliug